# 242 a.C.

## Eventos
- Vigésimo-terceiro ano da Primeira Guerra Púnica.
- Caio Lutácio Cátulo e Aulo Postúmio Albino, cônsules romanos.[1][2]